# Basílica de Nuestra Señora de los Milagros
La basílica de Nuestra Señora de los Milagros es un templo religioso de culto católico y puesto bajo la advocación mariana de la Virgen de los Milagros sito en la localidad española de Ágreda, en la provincia de Soria, comunidad autónoma de Castilla y León. Se trata de un templo de grandes proporciones construido en el siglo XVI en estilo gótico-renacentista.

## Historia
Compartiendo casi espacio con la plaza Mayor de la villa, fue levantado este templo a mediados del siglo XVI como parte del antiguo Convento de San Agustín, que las familias Fuenmayor y Camargo patrocinaron y fundaron en aquellas fechas en calidad de colegio, y del que todavía se aprecian algunos muros en la fachada meridional. El colegio devenido convento fue desamortizado en 1836 y posteriormente desapareció, quedando únicamente en pie la iglesia, convertida en templo parroquial dedicado a la Virgen de los Milagros, patrona de Ágreda desde la sanción de titularidad emitida por el papa Paulo III en el siglo XVI. Cuenta la tradición que la imagen fue hallada por unos pastores de Yanguas en tierras extremeñas, las cuales se la entregaron a un señor, un Castejón, que posteriormente la entronizó en la iglesia de San Martín.
Sor María de Jesús de Ágreda realizó actividad apostólica en esta parroquia, como queda reflejado en el libro de bautismo de la misma. En él se encuentra una anotación del día 28 de noviembre de 1626 relativa a un mahometano, de nombre Francisco, natural de Constantinopla, y al margen léase esta nota: «este es un moro convertido por nuestra Madre María de Jesús, traído de la cárcel de Pamplona, donde se le apareció para convertirlo».

## Descripción

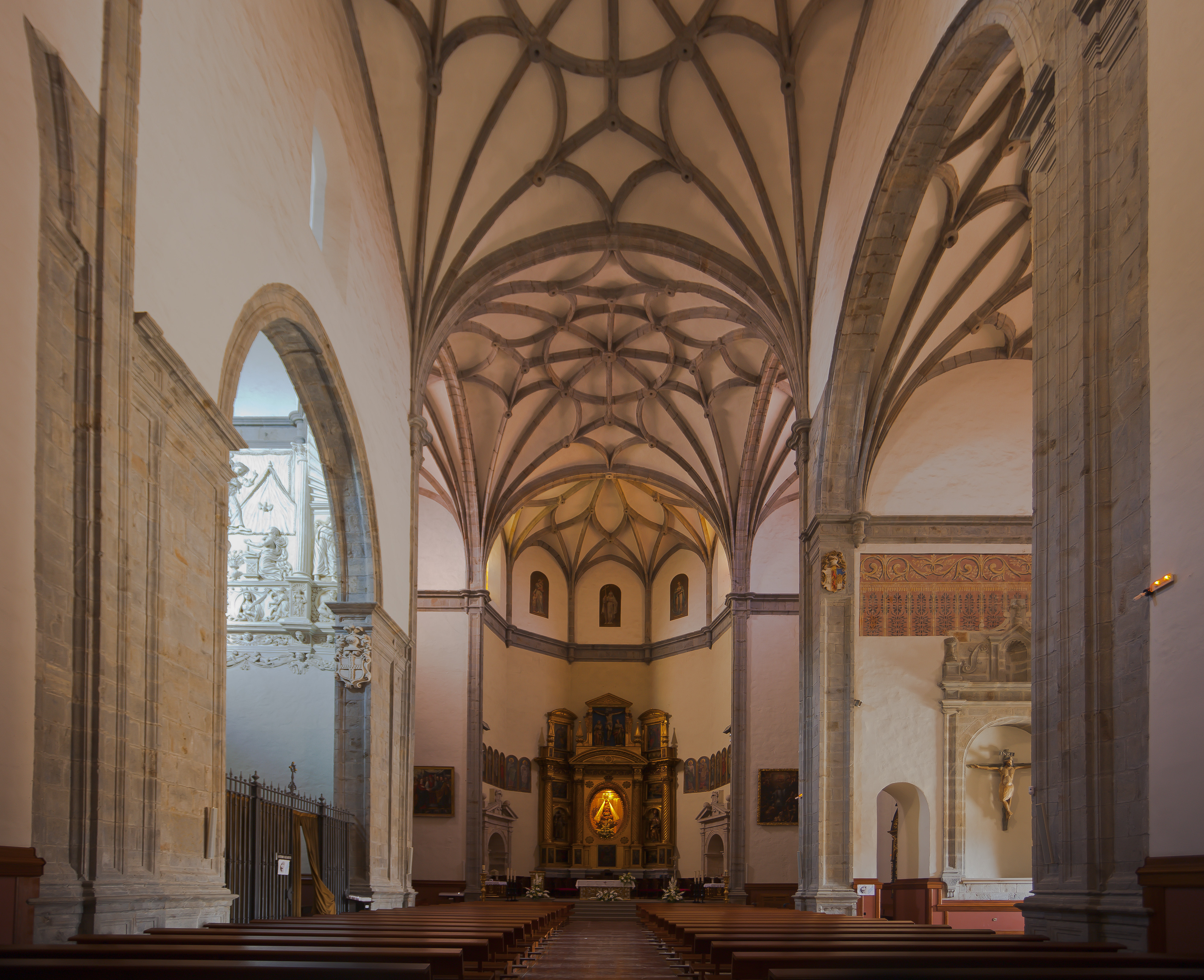
Nave y cabecera.

La iglesia de Nuestra Señora de los Milagros fue construida con proporciones casi catedralicias, destacando las grandes dimensiones de su fachada o frontispicio, austero paramento carente de toda decoración y cuya severa monotonía pétrea solo rompen, en los lados, dos robustos contrafuertes esquineros que cumplen la función adicional de torrecillas gemelas, y en la base, el vano de la portada principal, obra de cantería realizada en estilo post-herreriano y consistente en arco de ingreso de medio punto, dos pares de pilastras cajeadas, entablamiento clásico y frontón partido por nicho avenerado con frontoncillo que ocupa una talla en alabastro de la Virgen de los Milagros.
La planta se estructura en forma de cruz latina, con el coro a los pies, ocupando el primer tramo de la nave única, apoyado sobre arco de tipo carpanel. La nave se compone de tres tramos separados por arcos fajones de medio punto y cubiertos con bóveda de crucería estrellada, lo mismo que en el crucero. La nave transversal o transepto es antecedida, abiertas en paralelo a la misma, por sendas capillas laterales. La cabecera se cierra con ábside de cinco paños.

### Capilla mayor
El retablo mayor, dorado y de estilo barroco, se compone de predela, cuerpo, ático y tres calles. La mazonería está presidida por un gran óvalo central embutido en un camarín en forma de templete clásico en cuyo interior se aloja la imagen de la patrona titular, la Virgen de los Milagros, retratada sedente y con el Niño en brazos. Se trata de una virgen negra, dorada y policromada, del siglo XIV, con remembranzas tardorrománicas. En la predela y en las calles laterales se distribuyen lienzos y dos tallas, escoltando a la Virgen, de San Martín y Santiago el Mayor. En el ático, bello Calvario de excelente talla y pinturas que representan a San Pedro y San Pablo.
A los costados del retablo, sobre la pared, aparece pintado sobre paneles la mitad de un Apostolado. A los pies, en ambos lados del Presbiterio, se sitúan dos lucillos sepulcrales en arcosolio herreriano que acogen los restos del obispo de Tarazona Diego de Castejón y Fonseca. La Capilla Mayor conserva también una buena sillería de nogal de época gótica.

### Capillas laterales

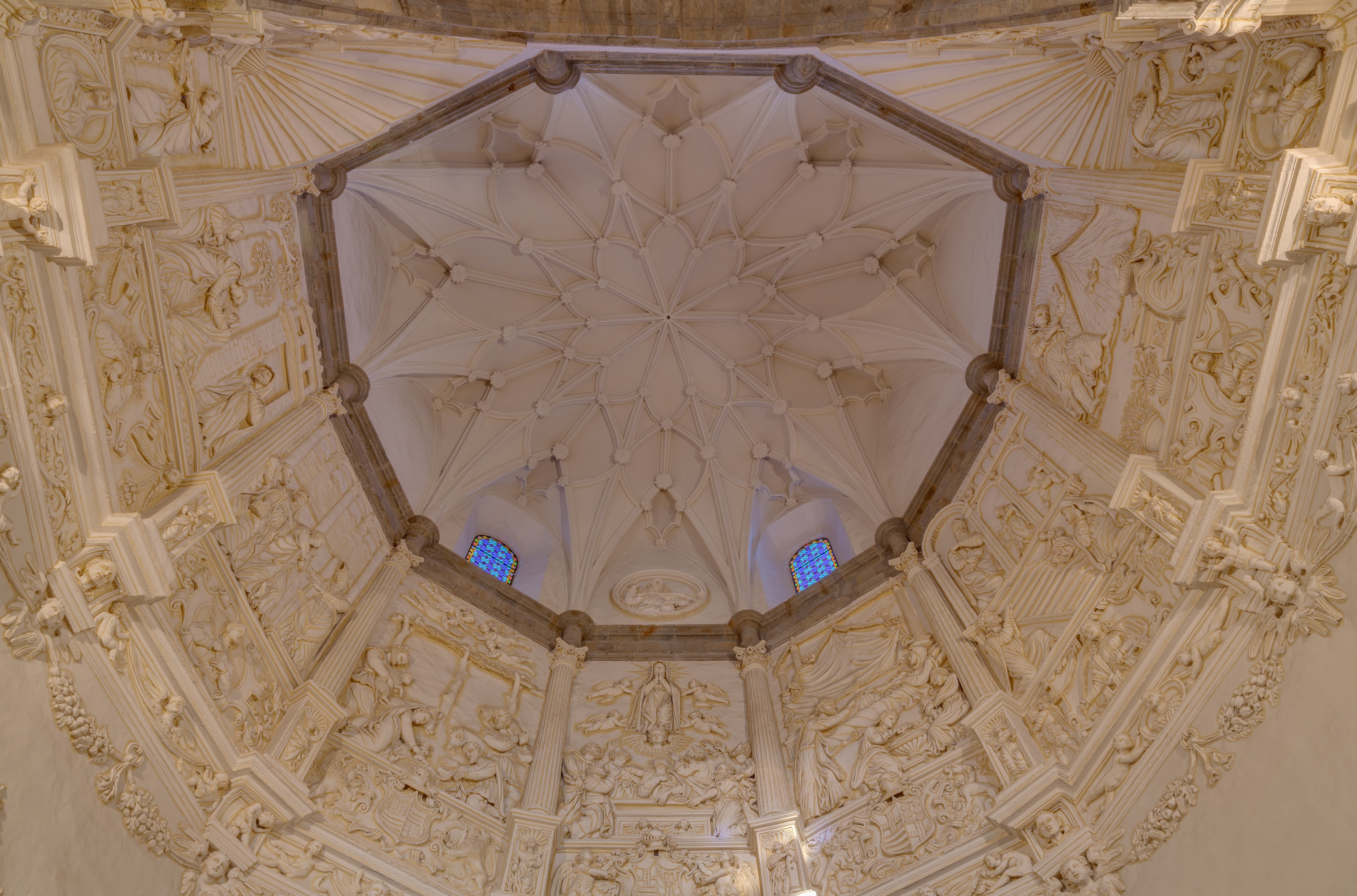
Relieves estucados y bóveda estrellada de la Capilla del Carmen

En el lado del Evangelio (norte) se abre la capilla del Carmen, monumental espacio renacentista con una fastuosa cubierta de sección decagonal irregular solucionada con una elaborada bóveda tardogótica de estrella, que permite el paso de luz mediante dos ventanas a modo de linterna. Se apoya sobre dos trompas y una serie, asemejando friso, de relieves de estuco con pasajes de la vida de la Virgen que separan columnas de orden corintio. El abigarrado conjunto escultórico es de mediados del siglo XVI y se sitúa a caballo entre el estilo plateresco y el clasicismo manierista. A los pies, puede contemplarse un monumento sepulcral con columnario corintio.
En el lado de la Epístola (sur) se abre la capilla de San Pedro, que acoge un Crucificado gótico conocido como el Cristo de los Templarios y otra talla del santo titular, dispuesto en cátedra y con atributos de pontífice. Asimismo, se ubica aquí una pila bautismal románica, en la que fue bautizada sor María de Jesús.

### Otro mobiliario de interés

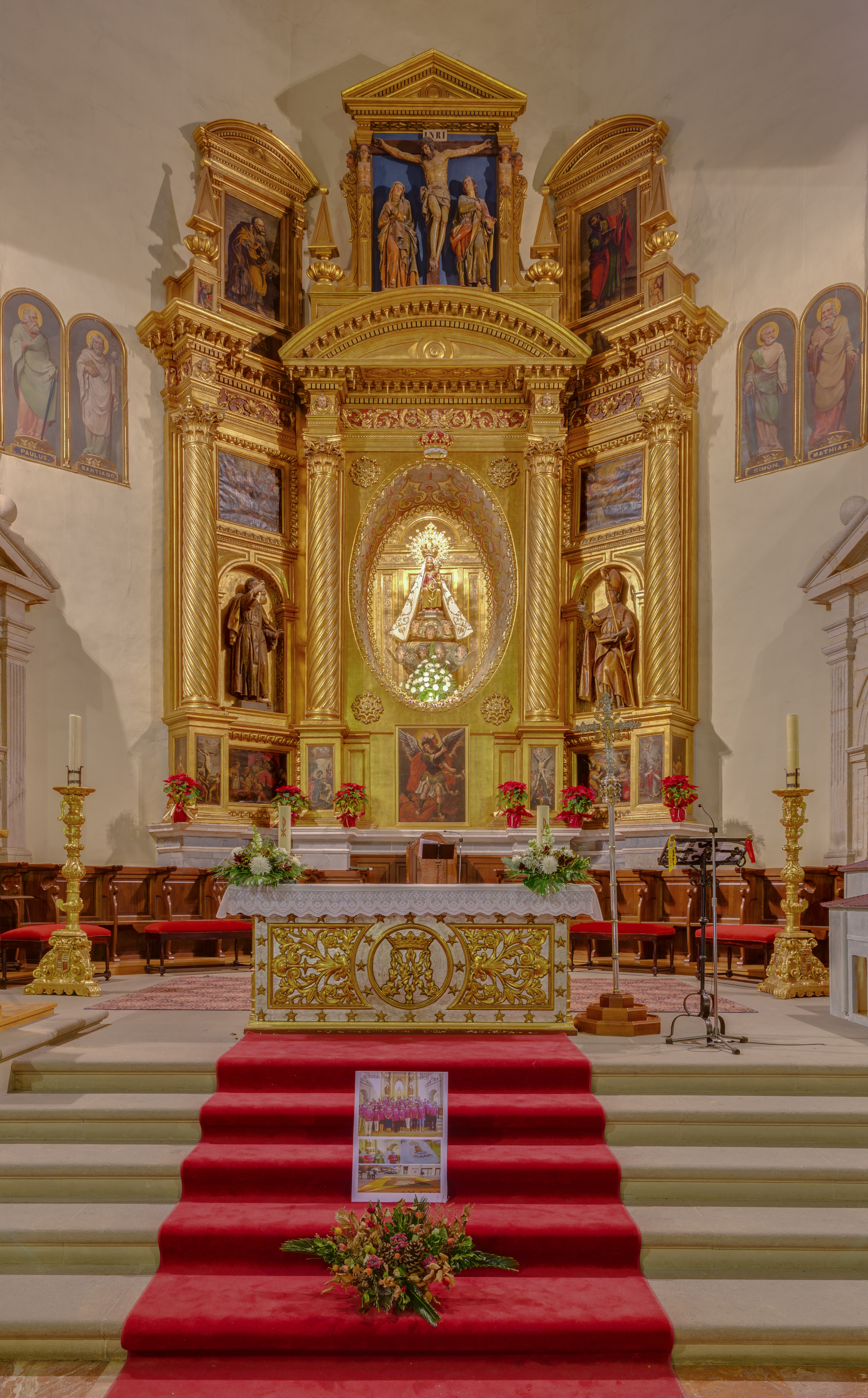
Retablo en la iglesia

Otras obras de arte pueden verse repartidas por el templo, destacando entre ellas los dos magníficos retablos de San Vicente y San Lorenzo, góticos del siglo XVI, con tablas pintadas de las escuelas aragonesa y castellana, emplazándose el primero en lado del Evangelio y el segundo, justo en frente, en el de la Epístola. Al lado del Retablo de San Vicente, en su parte superior, está instalada en un nicho una pequeña talla debe de representar al zapatero morisco-converso Juan Medrano, personaje popular de la historia de la villa, cuya conversión definitiva la tradición atribuye a la Virgen de los Milagros.
Junto a la Sacristía se halla el retablo del Santo Cristo de los Panes, barroco del siglo XVIII, que acoge un Calvario e imágenes de San Pedro de Alcántara y San Francisco de Asís, obras del taller de Pedro de Mena. Entre la importante colección de pinturas parroquial hay que destacar el cuadro del Cristo de Burgos, obra de Mateo Cerezo.